# Arrow Dynamics
Pour les articles homonymes, voir Arrow.
Arrow Dynamics est une compagnie de conception et construction de montagnes russes située à Clearfield, Utah, États-Unis. Elle a débuté en 1946 sous le nom Arrow Development Company. Au cours de son existence, l'entreprise produira parmi les montagnes russes les plus influentes avec de nombreuses innovations techniques. On peut ainsi citer l'utilisation de rails tubulaires, les premiers trains de la mine, les premières hyper montagnes russes avec Magnum XL-200 de Cedar Point ou les premières montagnes russes quadridimensionnelles.
En 2002, après avoir fait faillite, l'entreprise a été rachetée par à la compagnie S&S Power, formant la nouvelle société S&S Arrow. Dans le présent article, sont répertoriées les réalisations de Arrow Dynamics et la particularité de ses manèges avant la fusion avec S&S.

## Histoire
Arrow est originellement une société de machines-outils, créée en 1946. Elle fit l'acquisition d'un petit parc pour enfants, à rénover, elle profita donc de ses compétences pour construire de nouvelles attractions, avant d'être contactée par d'autres parcs.
Au début des années 1950, Arrow fut contactée par Walt Disney pour imaginer et construire quelques attractions du futur Disneyland.

## Technique

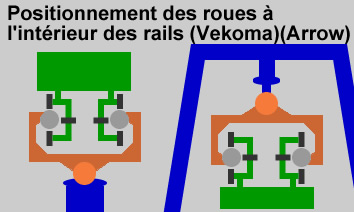
Schéma du positionnement des roues à l'intérieur des rails de Arrow Dynamics.

Arrow a été la première compagnie à conceptualiser des montagnes russes à rails tubulaires métalliques et n'a cessé de développer cette toute nouvelle technologie qui permet des tracés plus tortueux, plus audacieux et des éléments d'inversion plus simples à construire. Ce tout nouveau design n'a pas pris de temps à devenir un incontournable dans l'univers des montagnes russes en acier et a vite été repris intégralement par Vekoma sur ses modèles les plus reconnus et en partie par Intamin et Bolliger & Mabillard pour ne nommer que quelques pionniers.
Les roues des trains Arrow s'emboîtent à l'intérieur des rails tubulaires. Ces rails sont reliés de l'extérieur à une porteuse tubulaire plus grosse par des tiges tridimensionnelles en forme de crochet. La porteuse est en dessous de la paire de rails et est soutenue par des piliers cylindriques ou par des échafaudages composés de poutres entrecroisées.
Les amateurs jugent cette disposition plus sujette aux vibrations que les modèles d'Intamin ou de Bolliger & Mabillard, où les fixations se trouvent à l'intérieur des rails et les roues de guidage des trains à l'extérieur.

## Modèles
Arrow Dynamics a construit différents modèles de montagnes russes. Les noms commerciaux anglophones sont conservés, le nombre de montagnes russes par type est indiqué entre parenthèses. 

### 4th Dimension
Arrow Dynamics est l'inventeur des montagnes russes quadridimensionnelles. En 2016, les trois seules attractions de ce genre construites par la compagnie sont X2 de Six Flags Magic Mountain ( États-Unis), Eejanaika de Fuji-Q Highland (Japon) et Dinoconda à China Dinosaurs Park (Chine).

### Corkscrew

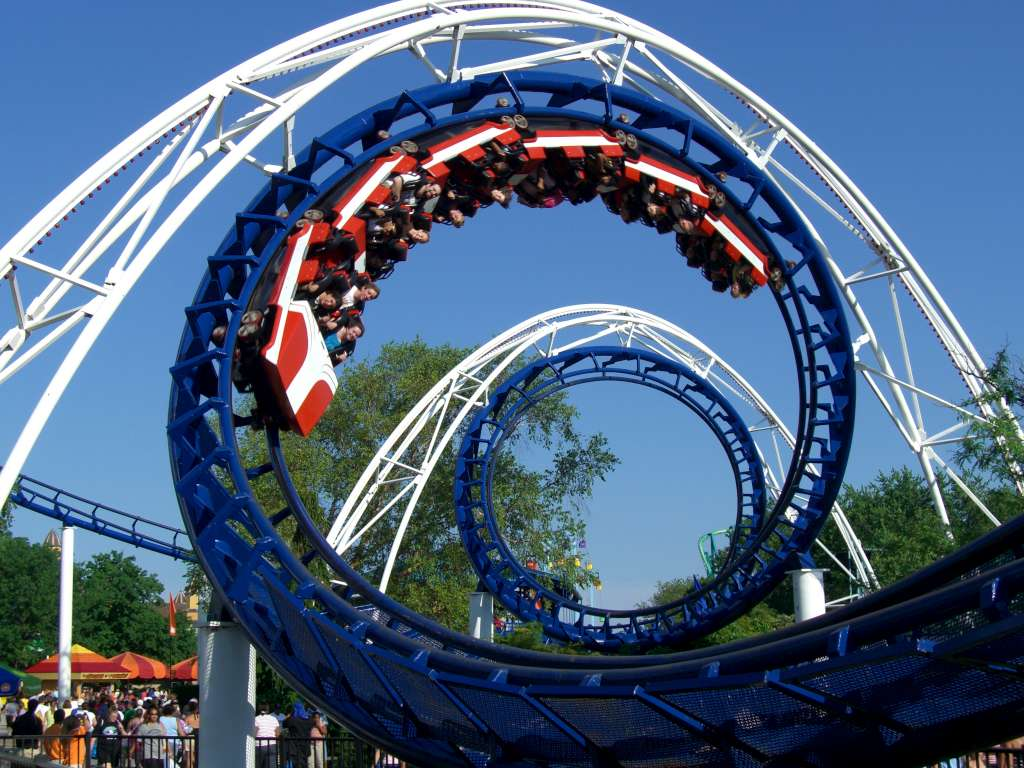
Corkscrew à Cedar Point ouvert en 1976.

Ce sont des montagnes russes à inversions.

### Custom Looping Coaster
Ce sont des montagnes russes possédant bien souvent plusieurs inversions. On peut remarquer :
- Viper à Six Flags Magic Mountain, ( États-Unis).
- Great American Scream Machine à Six Flags Great Adventure, ( États-Unis).

### Hyper Coaster
Il s'agit d'hyper montagnes russes dont la compagnie est l'inventrice du concept. Voici les 5 exemplaires :
- Desperado à Buffalo Bill's ( États-Unis)
- Magnum XL-200 à Cedar Point, ( États-Unis)
- Big One à Pleasure Beach, Blackpool, ( Royaume-Uni)
- Phantom's Revenge à Kennywood, ( États-Unis)
- Titan V à Space World, ( Japon), Titan V a l'architecture des hyper montagnes russes mais pas la taille.

### Launched Loop

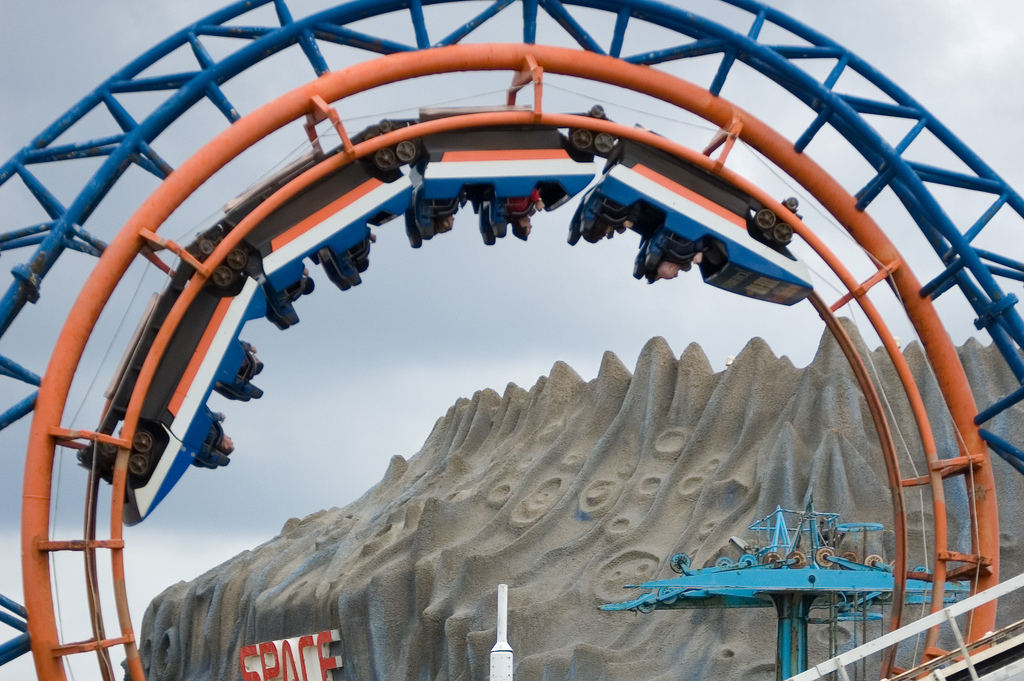
Revolution à Pleasure Beach, Blackpool ouvert en 1979.

Ce sont 8 montagnes russes navettes lancées. Sur les 8 exemplaires construits, 3 fonctionnent encore :
- Diamond Back à Frontier City, ( États-Unis)
- Sidewinder à Elitch Gardens, ( États-Unis)
- Revolution à Pleasure Beach, Blackpool, ( Royaume-Uni)

### Loop & Corkscrew
Ce sont 7 montagnes russes possédant bien souvent un looping vertical et deux tire-bouchons.

### Mad Mouse
Ce sont 4 Wild Mouse.

### Mine Train
Ce sont 16 montagnes russes de type train de la mine dont El Diablo - Tren de la Mina à PortAventura Park.

### Mini Mine Train
Ce sont 4 montagnes russes junior.

### Special Coaster Systems
Ce sont 5 montagnes russes qui ont des systèmes spéciaux. 
- Excalibur à Valleyfair, ( États-Unis). Montagnes russes hybrides.
- Gemini à Cedar Point, ( États-Unis) Montagnes russes hybrides racing.
- Matterhorn Bobsleds à Disneyland, ( États-Unis). Montagnes russes en acier racing.
- Steeplechase à Pleasure Beach, Blackpool, ( Royaume-Uni). Montagnes russes steeplechase racing uniques au monde.
- Wacky Soap Box Racers à Knott's Berry Farm, ( États-Unis). Montagnes russes steeplechase racing démolies en 1996.

### Suspended Coaster

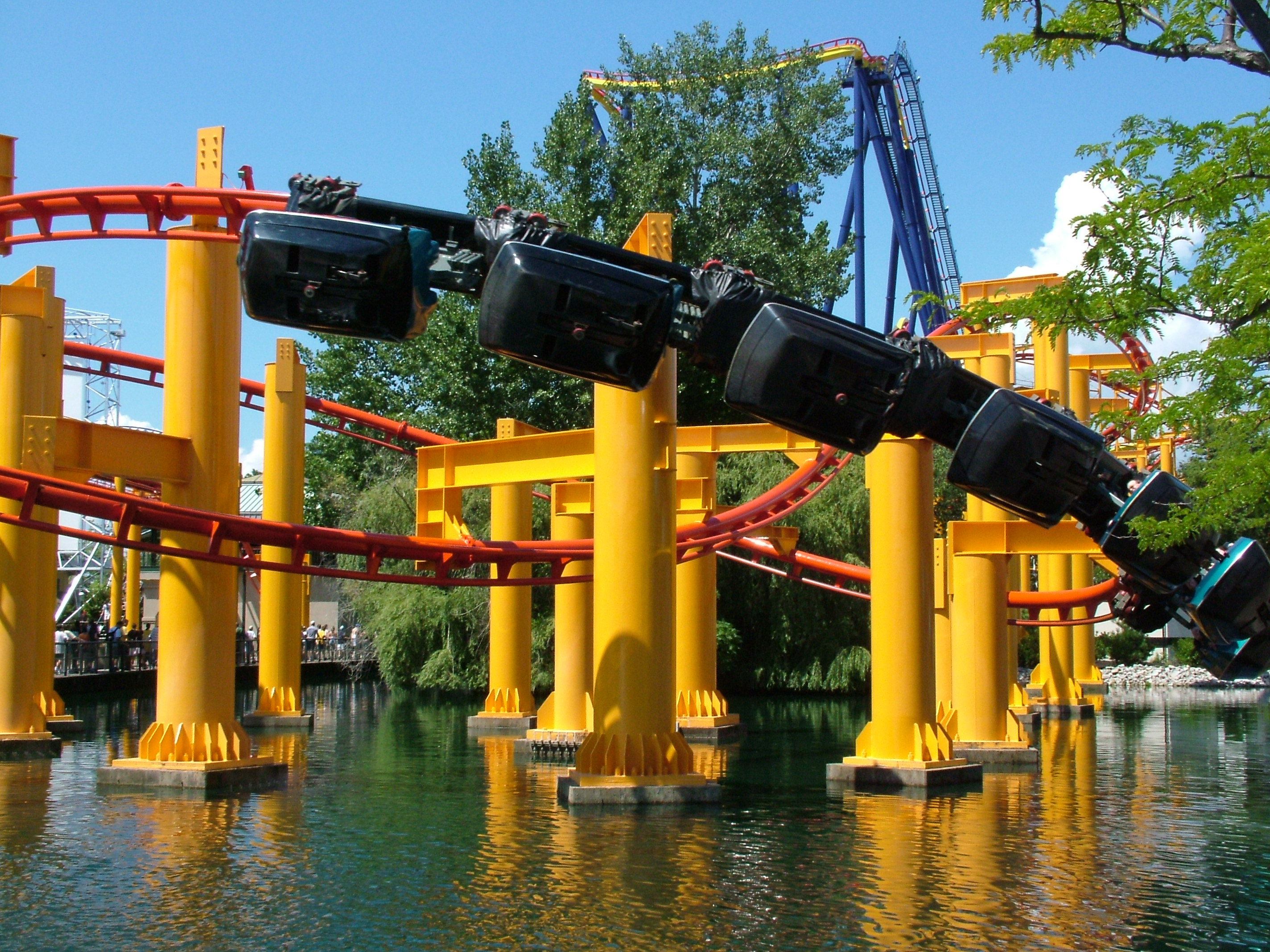
Iron Dragon à Cedar Point ouvert en 1987.

Ce sont 10 montagnes russes à véhicules suspendus dont :
- Bat à Kings Island, ( États-Unis). Le prototype a fonctionné de 1981 à 1983 et a été démoli à la suite d' erreurs de conception.
- Flight Deck à Kings Island, ( États-Unis). Le successeur.
- Iron Dragon à Cedar Point, ( États-Unis).
- Ninja à Six Flags Magic Mountain, ( États-Unis).
- Big Bad Wolf à Busch Gardens Williamsburg, ( États-Unis).